# 同情论
同情论，一种伦理学学说，由英国人休谟在《人性论》中首次提出。该学说认为：能引起快感的就是“善”，否则就为“恶”；能引起己方快感的必然对自己有利，从而推论到能引起他人快感的必对他人有利。
亚当·斯密在著作《道德情操论》的开篇也探讨了“论同情”。